# 엘라 바트

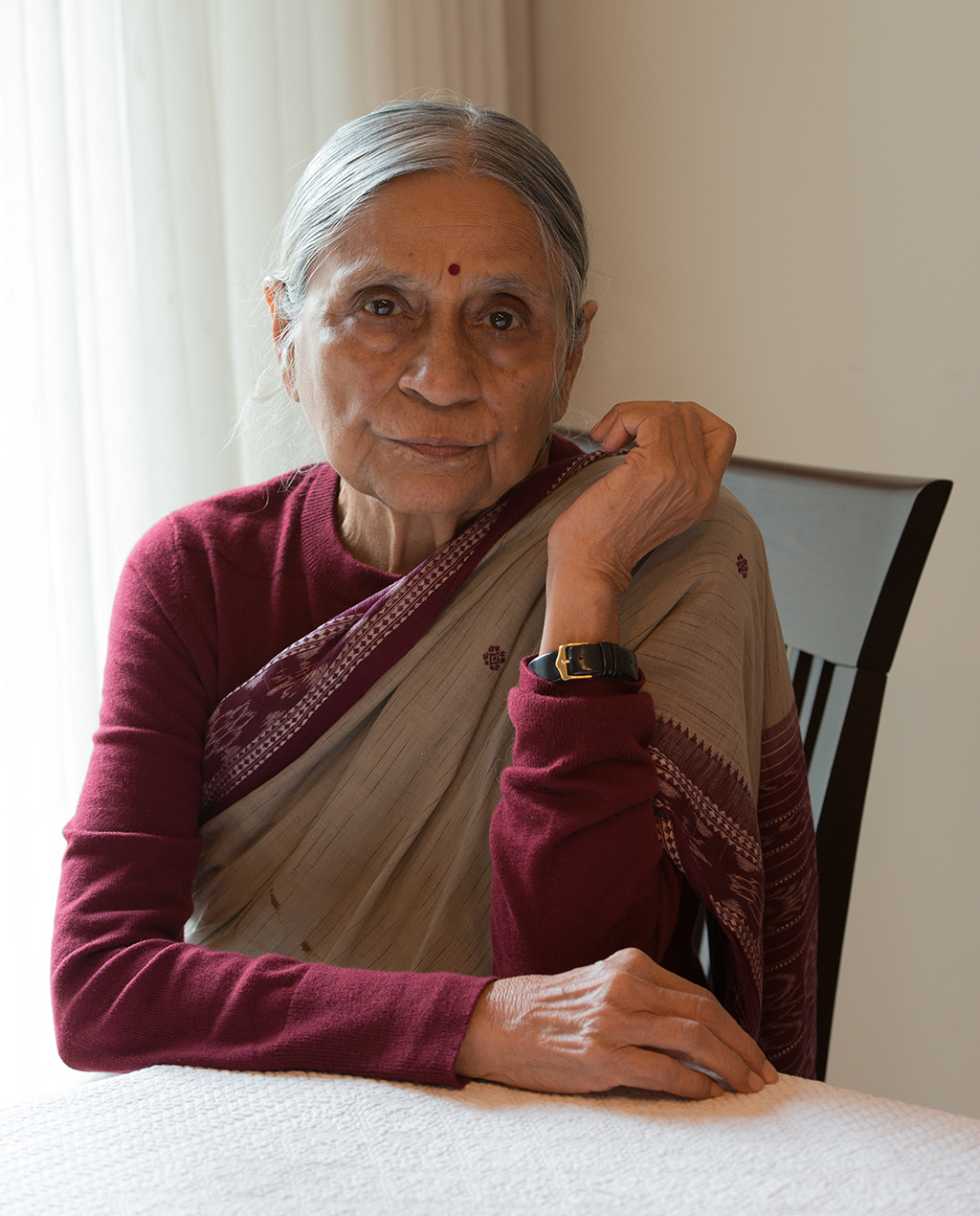
2013년 모습

엘라 바트(Ela Bhatt, 본명: 엘라 라메쉬 바트, Ela Ramesh Bhatt, 1933년 9월 7일 – 2022년 11월 2일)는 인도의 협동조합 조직자이자 활동가이자 간디주의자였으며, 1972년 인도 자영업 여성 협회(SEWA)를 설립하고 1972년부터 1996년까지 총비서를 역임했다. 2015년 3월 7일부터 2022년 10월 19일까지 구자라트 비디야피스(Gujarat Vidyapith) 총리였다. 변호사 교육을 받은 Bhatt는 국제 노동, 협동조합, 여성 및 소액 금융 운동의 일원이었으며
"가정 생산자들이 복지와 자존심을 위해 조직할 수 있도록 지원"한 공로로 막사이사이상(1977), 라이트 라이블리후드 어워드(1984)를, 그리고 파드마 부샨(1986)을 비롯한 여러 국내 및 국제 상을 수상했다.